# Bún nước lèo

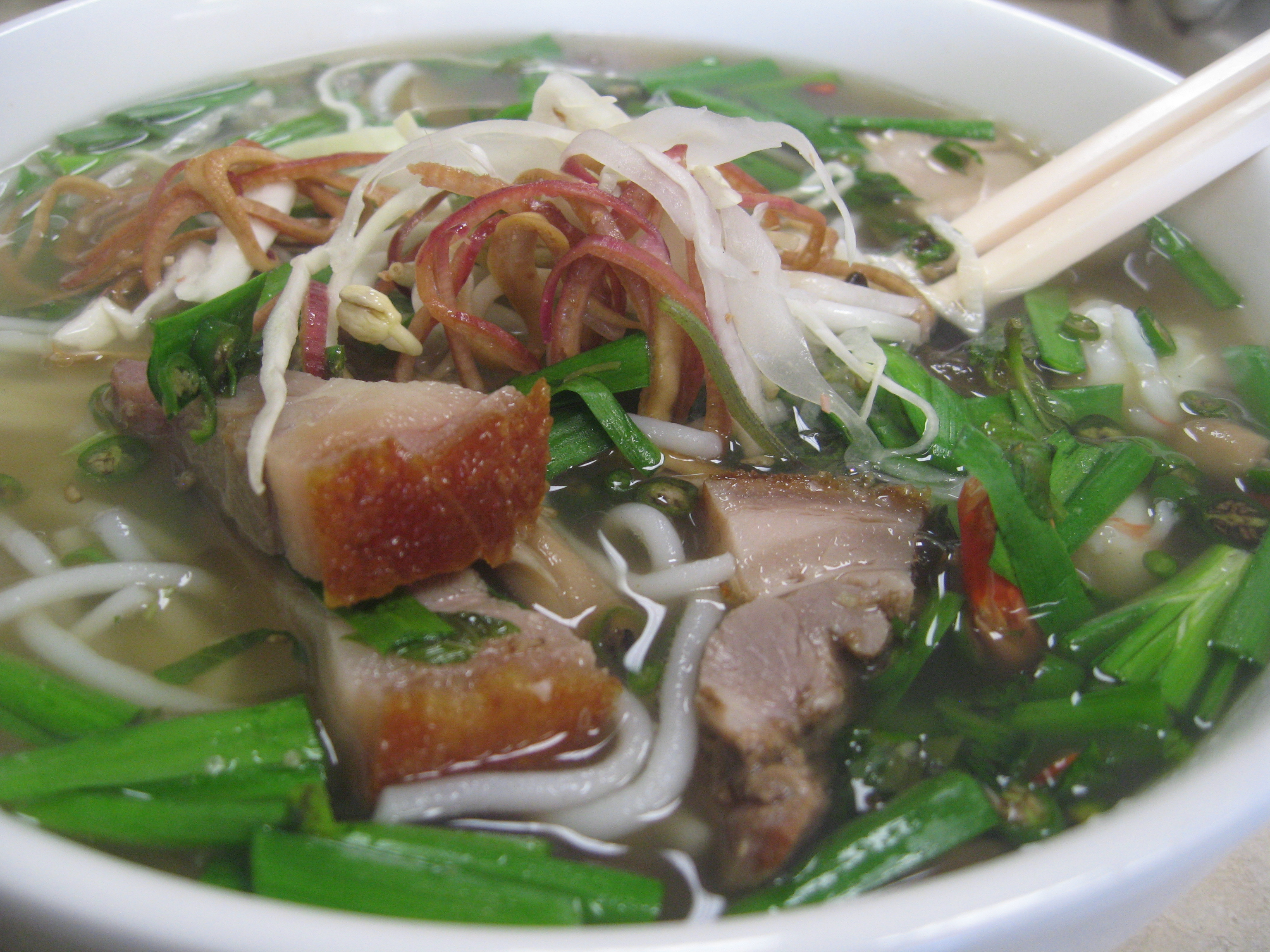
Một tô bún nước lèo

Bún nước lèo là loại bún nước thịnh hành tại nhiều địa phương miền Nam Việt Nam, đặc biệt nổi tiếng tại Sóc Trăng, Trà Vinh, Châu Đốc, Cà Mau, Bạc Liêu.
Là một đặc sản ẩm thực xuất xứ từ người Khmer, trong quá trình cộng cư của các dân tộc Khmer, Việt, Hoa và sự giao thoa trong ẩm thực, bún nước lèo trở thành món ăn chung của các dân tộc miền Nam Việt Nam với nguyên liệu, quy trình chế biến và thưởng thức, khẩu vị về cơ bản là giống nhau.
Bún nước lèo nổi tiếng nhất có thể nói đến là của Sóc Trăng. Đây được xem là một trong những món ăn nổi tiếng nhất của vùng đất "Xứ Giồng" này khi có sự kết hợp hài hòa của nước lèo là mắm và thịt cá lóc của người Khmer, bắp chuối và rau muống thái sợi của người Kinh, thịt quay béo giòn của người Hoa. Bún nước lèo Sóc Trăng còn là một trong top 100 món ăn đặc sản của Việt Nam .

## Nguyên liệu
Gồm có: mắm (mắm cá linh hoặc cá sặc, hoặc mắm bò hóc...), bún, nước, nước dừa tươi, cá lóc, thịt heo quay, tép đất (hoặc tôm sú), nước mắm, đường, muối, bột ngọt, ớt, dấm, sả, chanh, ngải bún, rau húng quế, rau húng lủi, giá, hẹ, bắp chuối, rau muống tàu (hoặc rau muống đồng).

## Quy trình thực hiện

### Bún
Bún làm từ loại gạo dẻo, tốt nhất là gạo mùa, ngâm nước qua đêm rồi xay trong cối đá dạng bột nước. Bột lại được nhồi thật dẻo và nắm thành từng cục, sau đó cho vào khuôn bún và vặn để bột tạo sợi qua khuôn. Các sợi bún rơi xuống nồi nước sôi và được làm chín tại đây. Người làm bún vớt bún đã chín trong nồi nước sang một nồi nước thật trong, pha âm ấm, sau đó bắt thành từng con bún để lên thúng tre đã lót lá chuối tươi.

### Nước lèo
Nước lèo được nấu từ một số loại mắm thông thường như mắm cá sặc, mắm cá linh,riêng người Khmer thường nấu bằng mắm bò hóc (pro-hốk) cá kèo, cá lóc hoặc lươn. Mắm bò hóc xuất xứ từ người Khmer đã lan rộng đến văn hóa ẩm thực của cộng đồng người Việt miền Nam Việt Nam. Các loại cá nước ngọt loại nhỏ như cá lóc, cá rô, cá sặc, cá kèo đều có thể làm mắm và quy trình làm mắm về cơ bản là giống nhau: cá để cho chết và hơi ươn, ủ muối theo tỷ lệ nhất định, sấy khô theo cách để vào bao vải và dằn cho rỏ nước. Nước chảy có nồng độ muối và đạm cao, có thể dùng làm nước mắm, còn xác cá cho vào hũ phơi chừng ba tháng là thành con mắm ăn được.
Những con mắm cá được rã trong nước, gia thêm củ sả đập dập, ớt băm nhuyễn để lấy hương vị, ngãi bún (một loại củ giống củ nghệ, màu hơi đậm hơn nghệ) dùng để khử mùi tanh của mắm và nêm đường, bột ngọt cho vừa ăn. Có thể dùng nước dừa xiêm, thậm chí cả một chút nước cốt dừa, gia thêm vào nồi nước lèo thay thế cho đường.
Một số địa phương còn dùng xương ống, xương sườn lợn, tôm thẻ ninh nhỏ lửa trong nước, hớt bọt để lấy nước dùng trong, ngọt. Sau đó mới gia thêm mắm bằng cách cho mắm vào rây, lượt trong nước để mắm rã ra nước và bỏ xác mắm.

### Rau
Rau dùng cho bún nước lèo: Bắp chuối, rau muống, rau Huế, rau răm, rau húng lủi , hẹ lá, giá... tùy theo sở thích.

### Các thực phẩm khác
Thực phẩm khác ăn kèm với bún nước lèo khá đa dạng: cá lóc, thịt heo quay, tép đất, bánh cóng, bánh mì,... tùy theo sở thích mỗi người và địa phương.

### Gia vị ăn kèm
Bún nước lèo thường được nêm thêm với dấm ớt (ớt bằm nhuyễn + muối + dấm), chanh, nước mắm cho vừa ăn.

## Trình bày và thưởng thức
Lấy lượng bún khoảng hơn nửa tô cho vào vợt (loại vợt trụng mì, trụng bằng vợt vệ sinh và dễ hơn), nhúng vào nồi nước lèo đang sôi khoảng 10 giây (cho bún đủ nóng) sau đó vớt ra cho vào tô rồi múc nước lèo đổ vào tô kế tiếp để rau cải, cá, thịt, tép... lên trên, sau cùng thêm chút dấm ớt, chanh và nước mắm (nếu chưa vừa ăn). Bún nước lèo được thưởng thức lúc còn nóng.

## Đặc sản địa phương
Bún nước lèo có mặt tại nhiều địa phương miền Tây Nam Việt Nam, tuy ngon nhất và cũng nổi tiếng nhất phải kể đến bún nước lèo Châu Đốc, An Giang, một tô bún nước lèo với mùi thơm đặc trưng của ngải bún khiến nhiều người khi nhớ đến chỉ muốn xách xe chạy đi tìm ngay một quán bún nước lèo ven đường, Trà Vinh (dùng mắm bò hóc), bún nước lèo Sóc Trăng (dùng mắm cá sặc). Ngoài ra có thể kể đến bún nước lèo Cà Mau, Rạch Giá, Kiên Giang,... là một món ăn dân dã và đặc trưng cùng với sự hòa trộn ẩm thực các dân tộc Kinh, Hoa, Khmer; hiện nay bún nước lèo cũng rất thịnh hành tại nhiều địa phương khác.